# پاتریک گرانت
پاتریک گرانت (انگلیسی: Patrick Grant; ۱۱ سپتامبر ۱۸۰۴ – ۲۸ مارس ۱۸۹۵) فرد نظامی اهل پادشاهی متحد بریتانیای کبیر و ایرلند بود. وی همچنین برندهٔ جوایزی همچون نشان حمام شده‌است.